# Delfín Huergo (Buenos Aires)
Delfín Huergo est une localité dans la province de Buenos Aires, en Argentine. Elle est située dans le partido d'Adolfo Alsina.

## Géographie
Delfín Huergo se situe à 520 km au sud-ouest de Buenos Aires et à 44 km au sud-ouest de Carhué, chef-lieu du partido. La localité est proche de la frontière entre la province de Buenos Aires et la province de La Pampa (environ 13 km). Aucun cours d'eau ne traverse la localité, bien qu'elle soit entourée de nombreuses lagunes.

### Transports
La ville est reliée à Rivera et Darregueira par le chemin provincial secondaire 001-07, et par le chemin de fer Sarmiento (ligne Huinca Renancó-General Pico-Catriló-Darregueira)).

## Toponymie
Le nom de la localité rend hommage à Delfín B. Huergo (Delfín B. Huergo (es)), avocat, ambassadeur, et membre du congrès.

## Histoire
L'histoire de la localité démarre à l'ouverture de la gare en 1908. Un village se forme alors et se développe grâce à l'export des produits des fermes et estancias locales. La fermeture de la gare dans les années 1960 entraîne une chute de l'activité et le dépeuplement de la localité.

## Population et société
Delfín Huergo comptait 14 habitants en 2010.
On trouvait jusqu'en 2019 une école primaire dans la localité. À cause de l'exode rural, les habitants dépendent de Rivera pour les services et commerces.

## Patrimoine culturel et touristique
- Ancienne gare de la localité, inaugurée en 1908.